# Az-Zubayr
az-Zubayr (arabiska: الزبير) är en ort i Irak, huvudort i distriktet med samma namn.   Den ligger i provinsen Basra, i den sydöstra delen av landet, 500 km sydost om huvudstaden Bagdad. Antalet invånare är 122 676.